# Iglesia de San Francisco de Borja (Madrid)
La iglesia de San Francisco de Borja de Madrid es un templo católico situado en la calle de Serrano, n.º 104. Diseñada por el arquitecto Francisco de Asís Fort en estilo neobarroco, fue construida entre 1946 y 1950. Es la sede de la parroquia del Sagrado Corazón y San Francisco de Borja.

## Precedentes
Hasta 1931, cuando fue incendiada, existía una parroquia bajo la advocación de san Francisco de Borja en el centro de Madrid, en la calle de la Flor, que era asimismo la casa profesa de los jesuitas.

## Historia
La iglesia fue construida entre 1952-1964, en estilo neobarroco.
Entre otras instituciones y grupos vinculados a los jesuitas, en esta iglesia se reunía la Congregación Mariana de San Estanislao Kostka, dedicada a estimular la devoción a la Inmaculada entre los jóvenes.
En este templo solía escuchar misa todas las mañanas el almirante y presidente del Gobierno Luis Carrero Blanco. De regreso del templo en su coche oficial, sufrió un atentado la mañana del 20 de diciembre de 1973 con una bomba enterrada bajo la calle de Claudio Coello que hizo volar por los aires el vehículo hasta la azotea de la residencia del provincial de los jesuitas. Carrero Blanco murió en este atentado.

## Altares
El altar del lado de la Epístola está dedicado al santo titular de la iglesia, Francisco de Borja, y contiene su sepulcro.
El altar del lado del Evangelio está dedicado a la Inmaculada Concepción.

## Claustro
En lado norte del claustro, en la pared posterior al altar de San Francisco de Borja, se encuentra el sepulcro con los restos de san José María Rubio.

### Individuales
1. ↑  Montoliú Camps, Pedro: Madrid en la posguerra, 1939-1946: Los años de la represión; Silex Ediciones, 2005; p.373.
2. ↑  Delgado Orusco, Eduardo (1999). «Iglesia de San Francisco de Borja, Madrid». Arquitectura sacra española, 1939-1975 : de la posguerra al posconcilio (Tesis). p. 629.
3. ↑  Isasi, Justo F. (1998). «Experiencias religiosas: iglesia y vanguardia en la España de posguerra». Arquitectura Viva (58): 23-29. ISSN 0214-1256. Consultado el 11 de octubre de 2022.
4. ↑  Palacios Bañuelos, Luis (28 de marzo de 2020). Historia del Franquismo: España 1936-1975. Editorial Almuzara. ISBN 978-84-18205-92-7. Consultado el 24 de junio de 2022.
5. ↑  La Vanguardia del día del atentado.
6. ↑  Cesbor (7 de enero de 2015). «Centro de Estudios Borjanos: Las reliquias de San Francisco de Borja y otro libro». Centro de Estudios Borjanos. Consultado el 24 de junio de 2022.